# Kritik an Facebook

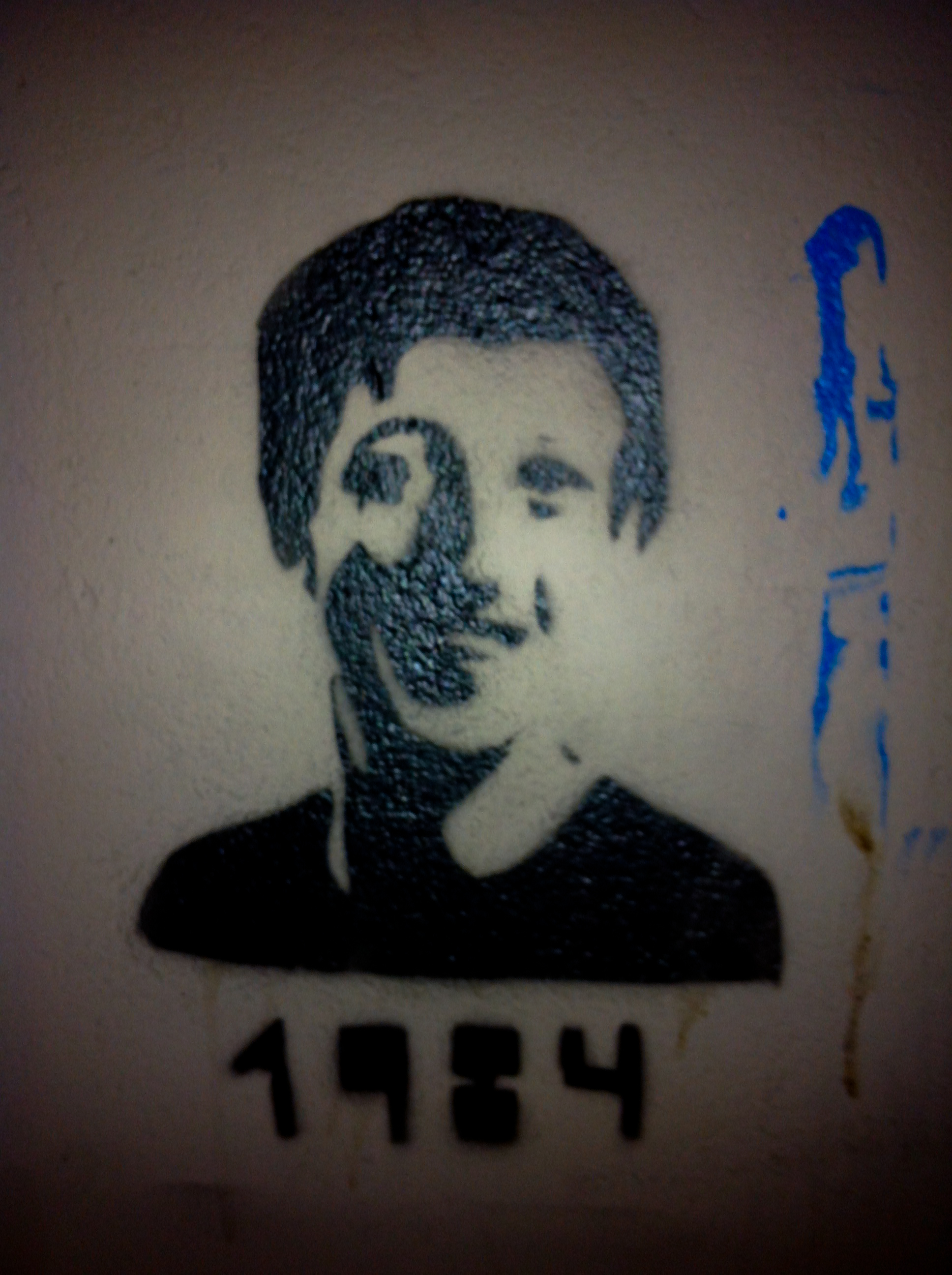
Graffito, auf G. Orwells Roman 1984 anspielend (Mark Zuckerberg)

Facebook steht von Beginn an in zahlreichen Ländern wegen seiner Datenschutzpraktiken in der Kritik. Speziell Verstöße gegen das Datenschutzrecht wurden mehrfach angemahnt.
Nach zahlreichen Beschwerden bei der irischen Datenschutzbehörde (Office of the Data Protection Commissioner) kritisierte diese in einem Bericht im Dezember 2011 die Datenschutzpraktiken von Facebook in 46 Punkten und forderte Nachbesserungen. Im November 2022 verhängte die irische Datenschutzbehörde eine Strafe über 265 Millionen Euro gegen den Mutterkonzern Meta, weil Daten von einer halben Milliarde Facebook-Nutzer abgeflossen waren.
Verbraucherzentralen in Deutschland haben wiederholt davon abgeraten, das Angebot von Facebook zu nutzen.
Viele Nachrichtenagenturen und Medienorganisationen kritisieren die zunehmende Monopolstellung Facebooks als Nachrichtenkanal. Nach der US-Präsidentschaftswahl 2016 geriet das Kontaktnetz im Zusammenhang mit der Verbreitung von Falschmeldungen, sogenannten Fake-News, in die Kritik.

## Datenschutz

### Ausspionieren fremder Kontakte
Bei der Eröffnung eines Facebook-Kontos wird nicht sofort überprüft, ob die Person der Besitzer der angegebenen E-Mail-Adresse ist. Nach der Recherche von Journalisten können Anmelder eine fremde E-Mail-Adresse angeben und über die Funktion „Freunde finden“ 20 Personen sehen, mit welchen der Inhaber der E-Mail-Adresse Kontakt hatte. Um das zu verhindern, müssen zahlreiche Einstellungen vorgenommen werden, da auch E-Mail-Anbieter eine automatische Kontaktverbindung über Facebook eingebaut haben. Auch lassen sich über die Funktion „Freunde finden“ die Kontakte beobachten, die andere Nutzer bei Facebook haben, sofern diese nicht durch besondere Einstellungen im Profil verborgen bleiben.

### Verwertung von Nutzerdaten
Facebook änderte im Februar 2009 die Nutzungsbedingungen (englisch „Terms of Service“) dahingehend, dass das Unternehmen die Daten von Mitgliedern zeitlich unbegrenzt verwenden durfte – selbst nach Löschung oder Deaktivierung eines Nutzerkontos. Die Regelung betraf beispielsweise Kommentare, Fotos und Videos. Nach massiven Protesten von Nutzern, Daten- und Verbraucherschützern wurden die Regeln zunächst wieder auf den Stand vor den Änderungen zurückgesetzt. Zudem kündigte das Unternehmen an, in bestimmten Fällen seine Nutzer künftig über Regeländerungen abstimmen zu lassen. Im April 2009 stellte Facebook modifizierte Nutzungsbedingungen zur Abstimmung, in denen Nutzern der Besitz ihrer Informationen zugesichert wurde. Eine Mehrheit der Teilnehmer befürwortete die neuen Regeln.
Obwohl die Inhalte (z. B. Fotos) im Besitz der Nutzer bleiben, erhält Facebook das Recht, alle Inhalte kommerziell zu nutzen und die Nutzungsrechte an Dritte wie beispielsweise Amazon, Apple über Microsoft bis Netflix und Spotify weiterzugeben. Auch nach der Änderung der Nutzungsbedingungen kommt Facebook immer wieder wegen seiner lockeren Datenverwertung in die Schlagzeilen. So speichert das Unternehmen nach einer Aktualisierung auf dem Mobiltelefon Kontaktdaten. Aber auch über eine Suchfunktion, über die Mitglieder die noch nicht gefundenen Freunde auf Facebook mit den Daten aus der E-Mail-Kontaktliste des E-Mail-Anbieters abgleichen und finden können, werden Daten von Nicht-Mitgliedern dauerhaft und ungefragt gespeichert. Zuletzt wurden die Nutzungsbedingungen von Facebook indirekt durch ein Urteil des Oberlandesgerichtes Köln bestätigt. Ein Nutzer hatte ein Foto von sich in seinem Profil veröffentlicht und eine Personensuchmaschine dieses Bild übernommen. Das Oberlandesgericht Köln wies die auf Unterlassung gerichtete Klage des Nutzers mit der Begründung zurück, dass dieser mit der Einstellung seines Fotos die Einwilligung in einen Zugriff durch die Personensuchmaschine zumindest konkludent erklärt gehabt habe. Zudem hatte er, wie das Gericht hervorhob, von der ihm von Facebook in den Nutzungsbedingungen eingeräumten Möglichkeit der Sperre gegenüber Suchmaschinen keinen Gebrauch gemacht.

### „Big Brother Award“
Im Jahr 2011 wurde Facebook in Deutschland der Negativpreis „Big Brother Award“ als Datenkrake in der Kategorie „Kommunikation“ zuerkannt.
2015 bekam Facebook in Österreich den Big Brother Award in der Kategorie Weltweiter Datenhunger, für das Patent, welches Kreditscoring über die Freunde des Benutzers möglich machen soll. Im Oktober 2017 folgte der österreichische Big Brother Award in der Kategorie Kommunikation und Marketing, für die Filterung nach Zielgruppen für Werbekunden nach hunderten Kriterien und der Möglichkeit von Dark-Posts bzw. Unpublished Posts. Im Oktober 2018 erhielt Facebook den österreichischen Big Brother Award in der Kategorie Weltweiter Datenhunger für Vorkommnisse vom Cambridge-Analytica-Datenskandal bis hin zu versehentlich angezeigten Daten von 14 Millionen Nutzern.
Für das Aussperren eines Forschungsprojektes zur Transparenz von politischer Werbung auf Facebook wurde Facebook im Oktober 2021 der österreichische Big Brother Award in der Kategorie Kommunikation und Marketing zuerkannt.

### Gesichtserkennungssoftware
Die Freischaltung einer Software zur Gesichtserkennung, die automatisch auf neu hochgeladenen Fotos nach Gesichtern anderer Facebook-Nutzer sucht, um entsprechende Markierungen der Bilder vorzuschlagen, löste bei Datenschützern heftige Kritik aus. Die Funktion wurde in den Vereinigten Staaten im Dezember 2010 und in weiteren Ländern im Sommer 2011 für sämtliche Nutzerkonten aktiviert. Der Dienst gleicht die Gesichter und Namensnennungen auf älteren Fotos mit den neuen Aufnahmen ab und sucht dort nach diesen Gesichtern. Will ein Nutzer diesen Dienst nicht in Anspruch nehmen, muss er ihn manuell abschalten.
Weiterhin bietet Facebook den Nutzern ohne Hinweis auf die rechtlichen Folgen an, per Gesichtserkennung aus Gruppenfotos isolierte Porträts mit Namen zu versehen, was ohne Zustimmung der Abgebildeten verboten ist. Nach Einschätzung von Datenschützern ist es zudem „bedenklich, dass Facebook für diese Funktion im Hintergrund eine Datenbank zur Gesichtserkennung mit Millionen von Nutzern aufbaut“.

### Gefällt-mir-Knopf und Fanseiten
Der von Facebook für die Anbieter anderer Websites bereitgestellte Gefällt-mir-Button (englisch „Like Button“) geriet im Sommer 2011 in die Kritik, nachdem bekannt wurde, dass beim Besuch von Seiten, auf denen sich dieses Plug-in befindet, automatisch ein zwei Jahre lang gültiges Cookie ausgelesen wird, das dem Nutzer ohne seine Zustimmung vorher beim Anschauen von Facebook-Seiten auf seinen Computer übertragen wurde. Dieses Auslesen findet dabei unabhängig vom Anklicken des Gefällt-mir-Knopfes statt und unabhängig davon, ob der Besucher einer Website Mitglied bei Facebook ist oder nicht. Von Besuchern einer Seite mit dem Gefällt-mir-Knopf, die mit ihrem Computer zuvor noch keine Facebook-Seite besucht haben, kann das Plugin Informationen wie IP-Adresse und Browsertyp auslesen. Bei Personen, die selbst Mitglieder bei Facebook sind und eine Seite besuchen, die das Plug-in enthält, können die Informationen über das Aufrufen der Seite mittels des Cookies mit ihrem Facebook-Nutzerprofil zusammengeführt werden.
Da auf diese Weise ein Profil der Bewegungen im Internet erstellt werden kann, das all die Seiten mit der Anwendung aufzeigt, die ein Nutzer besucht hat, entschied das deutsche Verbraucherschutzministerium, dass die Anwendung, bis zur Sicherstellung einer datenschutzkonformen Lösung, nicht mehr auf Websites von Behörden eingebunden werden soll. Ebenso wurde Politikern empfohlen, ihre privaten Fanseiten bei Facebook abzuschalten, da diese von Besuchern aufgerufen werden können, die zuvor noch nie Kontakt mit Facebook hatten und auf deren Computer dann das Cookie anlegen.
Der Gefällt-mir-Knopf von Facebook wird auf 16 % aller Websites verwendet.
Die französische Datenschutzbehörde Cnil hat wegen mangelnden Respekts gegenüber der Privatsphäre der Nutzer Strafen in Millionenhöhe gegen die Konzerne Google und Facebook verhängt. Zwei Tochterunternehmen von Google sollen zusammen 150 Millionen Euro Strafe zahlen, Facebook 60 Millionen Euro. In beiden Fällen geht es um bestimmte Einstellungen, die verhindern, dass sogenannte Cookies beim Besuch der Websites gespeichert werden. „Aus Respekt vor den Erwartungen der Nutzer (…) werden wir das entsprechend ändern und mit der Datenschutzbehörde zusammenarbeiten“, teilte Google nach einem Bericht der Zeit mit.
Eine Sprecherin des Facebook-Mutterkonzerns Meta sagte, man schaue sich die Entscheidung der Behörde an. Die eigenen Cookieeinstellungen gäben Menschen mehr Kontrolle über ihre Daten. Man werde diese Einstellungen weiterentwickeln und verbessern.

### Veröffentlichung privater Nutzerdaten
Im November 2009 veränderte Facebook die Standardeinstellungen zur Privatsphäre. Die Voreinstellungen sind nun so, dass möglichst viele Informationen öffentlich sichtbar sind. Darüber hinaus waren bestimmte Informationen, darunter Name, Profilfoto, Freunde und Gruppenzugehörigkeiten seitdem immer öffentlich sichtbar, auch wenn Nutzer zuvor andere Einstellungen vorgenommen hatten – die früheren Schutzmöglichkeiten waren bei diesen Punkten entfallen. Im Mai 2010 wurden diese Missstände durch umfassende Veränderung und Vereinfachung der Privatsphären-Einstellungsmöglichkeiten behoben. Seitdem sind lediglich der Nutzername und das Profilbild immer für andere Facebook-Nutzer sichtbar, sämtliche anderen Informationen können über die Privatsphären- oder Profileinstellungen auf nichtöffentlich gestellt werden. Die internetweite Auffindbarkeit, z. B. durch Suchmaschinen („Öffentliche Suche“), kann für sämtliche Informationen ausgestellt werden. Gegenwärtig können einige Daten so geschützt werden, dass sie für niemanden, nur für Freunde oder für Freunde von Freunden sichtbar sind. Umgekehrt können sich Nutzer Veränderungen anzeigen lassen, die befreundete Nutzer vorgenommen haben.

### Speicherung der Daten von Nicht-Mitgliedern
Im Februar 2010 kam an die Öffentlichkeit, dass Facebook auch die Daten von Personen speichert, die willentlich nicht bei Facebook angemeldet sind und auch nie angemeldet waren. Facebook bietet den Nutzern von Smartphones eine kostenlose Software („App“) an, um ihre Kontakte aus ihrem Telefonbuch mit den Kontakten in Facebook zu synchronisieren. Dabei werden standardmäßig sämtliche Nach- und Vornamen, Telefonnummern, E-Mail-Adressen und Geburtstage hochgeladen und bei Facebook gespeichert. Nutzer berichten, dass dadurch auch die Verknüpfungen und Bekanntschaften von nicht angemeldeten Bürgern ersichtlich werden und bei einer möglichen Neuanmeldung der betreffenden Person bereits umfassende Freundeslisten vorgeschlagen werden. Diese Art der unwillentlichen Datenerhebung widerspricht dem in Deutschland geltenden Recht der informationellen Selbstbestimmung.
Im Juni 2015 erhob die belgische Datenschutzkommission Klage gegen Facebook. Die Speicherung von Informationen von ausgeloggten oder Nicht-Mitgliedern ohne deren Zustimmung widerspreche dem europäischen Datenschutzrecht. Anfang November 2015 wurde Facebook von einem belgischen Gericht unter Androhung von Strafen bis zu 250.000 € angewiesen, die Verfolgung von belgischen Nicht-Mitgliedern einzustellen. Nach Aussage eines Sprechers von Facebook wurde der „datr“ genannte Cookie seit 2010 eingesetzt. Ein Berufungsgericht hob die Entscheidung im Juni 2016 zugunsten von Facebook auf. Das Unternehmen mit Sitz in Irland müsse sich nicht an belgische Datenschutzbestimmungen halten.

### Personalisierte Werbung
Am 7. Oktober 2007 kündigte Facebook an, in allen vorhandenen Nutzerprofilen von mehr als 50 Millionen registrierten Nutzern personalisierte Werbung zuzulassen. Dabei sollten den bislang interessierten 60 Konzernen und Unternehmen persönliche Daten der Nutzer zur Verfügung gestellt werden. Neben Alter, Geschlecht, Lieblingsbeschäftigungen, Wohnort, politischer Überzeugung, Lieblingsbüchern und -filmen umfassen die bereitgestellten Informationen auch den Bildungsstand und Hinweise auf persönliche Beziehungen.
Dagegen wendete sich in den Vereinigten Staaten erste Kritik, wie von Facebook-Nutzer Nate Weiner im Gespräch mit AP: „Was wäre, wenn du ein Buch bei Amazon kaufst, das ‚Der Umgang mit Aids‘ heißt, und jeder einzelne deiner Freunde erfährt davon?“ Denn das Problem ist, dass nun ein Unternehmen immer mehr persönliche, schlecht zu kontrollierende Angaben seiner Kunden (mit deren formeller Erlaubnis) speichert, aber nicht darüber informiert.
Ein Artikel im Guardian vom 14. Januar 2008 kritisierte die Gründer und Besitzer des Unternehmens in zahlreichen Punkten. Unter anderem zeigte er auf, wie die libertäre Gesinnung des Investors Peter Thiel, eines aus Deutschland stammenden Hedgefonds-Managers, einen Einfluss auf die Funktionsweise und Ausrichtung des Unternehmens haben könnte.
Nach der Übernahme der Werbeplattform Atlas änderte Facebook Ende Januar 2015 seine Cookie-Richtlinie. Atlas erstellt Bewegungsprofile von Websurfern auch außerhalb von Facebook. Facebook verweist in seinen Datenschutzrichtlinien auf die Seite Your Online Choices, um verhaltensbasierte Online-Werbung zu deaktivieren.
Im März 2016 stellte Facebook zusammen mit Universal Studios während des South by Southwest Festivals ein Tool zu „racial affinity targeting“ vor, das Facebook-Nutzer anhand ihrer Vorlieben in den Interessenkreis der ethnischen Gruppen zuordnet. So konnte Universal Studios dank des Tools je nach Zuordnung zwei verschiedene Trailer des Films Straight Outta Compton zeigen, die auf die Interessen ethnischer Gruppen zugeschnitten waren. Während Facebook sich bemühte zu betonen, dass die Nutzer anhand ihrer Interessen und nicht ihrer eigenen ethnischen Zugehörigkeit zugeordnet werden, sahen viele Nutzer darin keinen signifikanten Unterschied zu Racial Profiling. Nach Aussage eines Facebook-Sprechers sei das Tool zunächst nur in den USA verfügbar.
Von Datenschützern wird kritisiert, dass zahlreiche Datenhändler wie zum Beispiel Acxiom personalisierte Daten an Facebook liefern, das damit seine eigenen Datenbestände damit anreichert, um Werbeanzeigen besser auf die Lebenssituation und Interessen seiner Nutzer zuzuschneiden.
Im Juli 2012 wurde bekannt, dass Facebook Connect dazu verwendet wird, den Nutzern personalisierte Werbung anzuzeigen. Facebook erhebt laut einer Mitteilung des Wall Street Journal unter anderem Informationen, welche Apps besonders häufig über Facebook Connect genutzt werden, um ähnliche Programme zu empfehlen. Für die Nutzer war keine Möglichkeit vorgesehen, diesem Mechanismus bei der Verwendung von Facebook Connect zu widersprechen.

### Facebook-Ausstieg
Durch die große Anzahl von Kontroversen und Kritikpunkten an Facebook wird die Zahl jener Nutzer, die aus Facebook aussteigen, immer größer. Eine psychologische Studie der Universität Wien aus dem Jahre 2013 untersuchte die konkreten Beweggründe dieser Nutzer. Der meistgenannte Grund war die Sorgen um die eigene Privatsphäre (48 %), gefolgt von einem generellen Missfallen gegenüber Facebook (14 %), negativen Erfahrungen mit Facebook-Freunden (13 %) und dem Gefühl, süchtig nach Facebook zu werden (6 %). Der Studie zufolge weisen aus Facebook ausgestiegene Personen im Schnitt höhere Internetsucht-Werte auf, machen sich mehr Sorgen um ihre Privatsphäre und sind generell gewissenhafter als die befragten Facebook-Nutzer.

### Übertragung und Verwendung der Nutzerdaten vonWhatsApp
Zwei Jahre nachdem Facebook den Instant-Messaging-Dienst WhatsApp für 20 Mrd. US-Dollar gekauft hatte, änderte WhatsApp am 25. August 2016 seine Datenschutzerklärung. Zukünftig würden Telefonnummern von Kontakten im Adressbuch des WhatsApp-Nutzers an Facebook weitergegeben und dort verwendet werden. Am 27. September 2016 untersagte der Hamburgische Datenschutzbeauftragte Johannes Caspar Facebook die Nutzung und Weitergabe der WhatsApp-Daten. Facebook habe keine eindeutige Zustimmung der Nutzer von WhatsApp zur Weitergabe und Verwendung der Daten eingeholt. Bisher gespeicherte Daten seien zu löschen. Da das Deutschlandgeschäft Facebooks aus Hamburg geleitet wird, habe Caspar die Zuständigkeit, deutsches Datenschutzrecht gegenüber Facebook und seinem Tochterunternehmen WhatsApp durchzusetzen. Facebook kündigte an, die Entscheidung anzufechten.

### Umgang mit privaten Nachrichten
Im Juli 2012 war Facebook in die Kritik geraten, da es nicht nur öffentliche, sondern auch private Nachrichten seiner Nutzer gezielt überwacht. Joe Sullivan, Sicherheitschef bei Facebook, hat den Einsatz einer entsprechenden Filtersoftware gegenüber Reuters und anderen Medien bestätigt. Ziel der Überwachung sei es, mögliche Straftaten im Voraus zu erkennen und gegebenenfalls zu vermeiden. Facebook hat nach eigenen Angaben bereits mehrfach den Strafverfolgungsbehörden in den USA und anderen Ländern verdächtige Aktivitäten und Nutzer gemeldet.
Am 7. Juni 2018 teilte Facebook mit, dass private Nachrichten von 14 Millionen Nutzern über mehrere Tage öffentlich angezeigt wurden, da deren zuletzt verwendeten Voreinstellungen für private Mitteilungen von Facebook verändert worden waren. Die betroffenen Nutzer wurden darauf hingewiesen und gebeten zu prüfen, ob die entsprechenden Nachrichten öffentlich bleiben sollen. Die Datenschutzeinstellungen der betroffenen Nutzer waren bei der Entwicklung und Erprobung einer neuen Funktion verändert worden. Der Präsident des Bundesamts für Sicherheit in der Informationstechnik Arne Schönbohm forderte, dass Facebook die Sorgfaltspflicht für die Daten ihrer Kunden ernster nehmen müsse. Neue Funktionen, die die Privatsphäre von Nutzern betreffen, müssten vor einer Veröffentlichung gründlich getestet werden.

### Auswertung/Nutzung durch Dritte

#### Nachrichtendienste und Polizei
Nutzer von Facebook stimmen mit der Annahme der Datenschutzbestimmungen von Facebook automatisch der Nutzung und Verwendung aller Personendaten von mit Facebook kooperierenden Partnern zu. Dazu gehören – nach Aussage seriöser Pressequellen über verdeckte Nutzerprofile – auch deutsche und ausländische Polizeibehörden sowie die CIA und staatliche Stellen der USA über den Zugang als Miteigentümer des Netzwerkes. Das erklärte politische Ziel der USA ist es, Touristen bereits vor einer Einreise in die USA überprüfen zu können.
Zudem berichtete Ende 2007 die Presse von personellen Verbindungen mehrerer Facebook-Investoren zur CIA.
Mitte 2009 wurde bekannt, dass die iranische Polizei Facebook-Profile verwendet, um bei Verhören den Freundeskreis von Regimegegnern und Demonstranten auszumachen und namentlich zu identifizieren.
In Deutschland nutzen Bundeskriminalamt, Bundespolizei und Zoll Facebook für offene wie auch verdeckte Ermittlungen. In einigen deutschen Ländern nutzt die Polizei die in Facebook veröffentlichten Profilbilder zur Ermittlung von Verkehrssündern.
Der ehemalige Sicherheitschef von Facebook arbeitet heute für die NSA.
Der Whistleblower Edward Snowden und ehemaliger Mitarbeiter der NSA berichtete:

„[Personen würden normalerweise] aufgrund etwa des Facebook-Profils […] als Zielobjekt markiert.“

Snowden belegte auch, dass Facebook seit dem 3. Juni 2009 im Rahmen des NSA-PRISM-Programms mit der NSA kooperiert.

#### Zugriff auf Benutzerdaten und -funktionen durch Facebook-Applikationen
Am 18. Oktober 2010 veröffentlichte das Wall Street Journal einen Bericht über die Weitergabe von Nutzer-IDs an Drittanbieter. Viele Facebook-Anwendungen ermöglichen durch Referrer-Daten des Browsers und ein Auslesen der ID der Nutzer Rückschlüsse auf seine reale Identität.
In der Sendung stern TV wurde im Jahr 2013 vorgeführt, wie mit einer App für Weihnachtsgrüße der Zugriff auf das persönliche Postfach möglich war. Dem Nutzer wurde vordergründig angeboten, eine Weihnachtskarte zu verschicken, während er zugleich ohne sein Wissen Dritten Zugriffe auf sein Postfach erlaubte.
Obgleich sich mit bösartigen Scripten Facebook-Nutzer belästigen und ausspionieren lassen, informiere Facebook unzureichend und beschränke sich vorwiegend auf das oft unbemerkte Beseitigen des Schadcodes.
Am 17. März 2018 wurde bekannt, dass der Datensammler und Big-Data-Spezialist Cambridge Analytica bis 2015 private Daten von mehr als 50 Millionen Facebook-Mitgliedern missbrauchte, ohne über die Weiterverwendung aufgeklärt und ein Einverständnis eingeholt zu haben. Dazu bot eine Facebook-Applikation einen Persönlichkeitstest an. Dabei wurden Daten vom Benutzer, der die App installierte, sowie von seinen Freunden gesammelt, um unter anderem die Präsidentschaftswahl in den Vereinigten Staaten 2016 und die Abstimmung zum Brexit zu beeinflussen.
Facebook betonte im Zuge gerichtlicher Anhörungen zu dem Skandal, dass man durch Nutzung der Facebook-Seite weltweit sein Recht auf Privatheit aufgebe.
Im Juli 2019 wurde bekannt, dass Facebook wegen Datenschutzvergehen mehr als fünf Milliarden US-Dollar Strafe zahlen und seine interne Struktur ändern muss.
Anfang April 2019 erläuterte das US-amerikanische IT-Sicherheitsunternehmen UpGuard, dass private Daten einiger hundert Millionen Facebook-Nutzer auf Servern einer frei zugänglichen Amazon Cloud lagen. Diese wurden durch die mobile App At the pool, die Facebook-Dienste nutzte, und die mexikanische Website Cultura Colectiva erfasst. Es wurde kritisiert, dass diese Daten öffentlich zugänglich gemacht werden konnten.

#### Nutzerdaten an Gerätehersteller gesendet
Anfang Juni 2018 berichtete die New York Times, dass Facebook Daten von zwei Milliarden Nutzern, auch von solchen, die einer Weitergabe widersprochen hatten, vertraglich an 60 Unternehmen weitergegeben hat. Darunter waren auch Hersteller von Smartphones und anderen Endgeräten sowie chinesische Unternehmen, wie Huawei, Lenovo, Oppo Electronics oder TCL. Einige der Unternehmen haben enge Beziehungen zur chinesischen Regierung, und US-amerikanische Behörden haben daher Bedenken wegen der daraus resultierenden Möglichkeiten zur Auslandsspionage und für Cyberattacken geäußert.

## Inhalte und Inhaltskontrollen

### Extremistische und hasserfüllte Einträge
Auf Facebook existieren zahlreiche Benutzerseiten mit extremistischem Inhalt, z. B. Seiten zu Diktatoren.
Am 17. April 2009 stoppte die Deutsche Telekom ihre Werbung auf Facebook mit Hinweis auf „rechtsextreme“ Websites auf dem Portal. Auch die Bundeszentrale für politische Bildung beobachtete Facebook. Facebook erklärte daraufhin, man wolle keine Benutzer mit einer Zensur verschrecken, nehme aber die Nutzungsbedingungen sehr ernst und würde entsprechende Gruppen löschen.
Facebook sah 2011 die Leugnung des Holocaust, die unter anderem in den deutschsprachigen Ländern strafbar ist, durch Benutzergruppen als vereinbar mit ihren Richtlinien an, sofern von diesen Benutzern keine „hasserfüllten oder drohenden Kommentare“ ausgingen. Diese Unternehmenspolitik von Facebook gegenüber Holocaustleugnern wird kritisiert, etwa durch eine Gruppe von Holocaustüberlebenden am Simon Wiesenthal Center oder den Publizisten Matthias Küntzel. Unter anderem nach einem Appell von Roman Haller, Direktor der Claims Conference, veranlasste Facebook 2020 eine Änderung der Richtlinien. Inhalte, die den Holocaust leugneten oder verharmlosten, würden jetzt verboten.
Im Juli 2015 berichtete der Stern von einer Zunahme der rassistischen Hetze auf Facebook. Der Sprecher des Landesamts für Verfassungsschutz Sachsen, Martin Döring, sagte, die ausländerfeindlichen und rassistischen Äußerungen beträfen meist die Asylpolitik. Die Hasskommentare würden nicht nur quantitativ zunehmen, sondern auch in der Intensität. Clemens Schwender, Medienpsychologe und Professor an der SRH Hochschule der populären Künste, war der Ansicht, die Schweigespirale verliere ihre Gültigkeit. Frank Schwab, Medienpsychologe und Professor an der Universität Würzburg, sagte, dass mittlerweile nicht nur gebildete Schichten, sondern auch Bevölkerungsgruppen, die sich nicht reflektiert äußern, Zugang zu Internet hätten; dies würde bedeuten, dass Menschen, um sich gruppenkonform zu verhalten, draufhauten und Abweichler abstraften. Matthias Meisner vom Tagesspiegel sagte, die Radikalisierung und die Verbreitung menschenverachtender Beiträge finde vornehmlich in Anti-Asyl-Gruppen statt und weder Facebook noch die Gruppen-Administratoren würden etwas dagegen unternehmen. Meisner und Aktivisten, die gegen die Hasskommentare ankämpfen, sagten, es sei neu, dass offen und unter Nennung des Klarnamens zu Straftaten aufgerufen werde. Laut Stern gehen (nicht näher genannte) „Experten […] davon aus, dass sich Neonazis und Hooligans durch Hetze zum Handeln ermuntert fühlen.“ Die Sprecherin des Landeskriminalamts Sachsen, Kathlen Zink, berichtete, dass bis 2015 die politisch motivierten Straftaten im Internet vorwiegend die Verherrlichung des Nationalsozialismus betrafen; ab 2015 gäbe es eine Verlagerung zu fremdenfeindlichen Inhalten, wobei die Asylthematik in den Vordergrund rückte. Facebook berichtete im Sommer 2015, dass ein Community Operations Team pro Woche hunderttausende Meldungen überprüfe; genaue Zahlen nannte das Unternehmen nicht. Eine Sprecherin betonte den Anspruch des Unternehmens: „Inhalte wie Hassrede, Aufruf zur Gewalt oder Gewaltverherrlichung verstoßen jedoch gegen die Gemeinschaftsstandards von Facebook und werden umgehend gelöscht.“ Auch Zuckerberg selbst gestand Anfang 2016 Versäumnisse in Deutschland ein und versprach vermehrte Anstrengungen. In Deutschland geschieht dies durch den externen IT-Dienstleister Arvato, wo derzeit (Stand 2017) rund 600 Mitarbeiter in Schichtarbeit Hasskommentare identifizieren und löschen. Die Firma stand in der Vergangenheit wegen der hohen psychischen Belastung für die Mitarbeiter sowie den zum Teil unklaren Regeln für Löschungen in der Kritik.
Im Mai 2016 unterzeichnete Facebook neben Twitter, YouTube und Microsoft einen Verhaltenskodex zusammen mit der Europäischen Union, vertreten durch die EU-Kommissarin für Justiz, Verbraucherschutz und Gleichstellung, Věra Jourová. In dem Dokument, das rechtlich nicht bindend ist, bekennen sich die unterzeichnenden Firmen gegen Rassismus und Xenophobie und einigen sich auf eine Definition des Begriffs „hasserfüllte Sprache“. Sie bestätigen ihren Willen, die „Mehrheit der gültigen Meldungen zur Entfernung hasserfüllter Sprache“ binnen 24 Stunden nach der Meldung abzuarbeiten. Die unterzeichnenden Firmen lobten den Kodex als gutes Ergebnis der „Co- und Selbstregulierung“ und guten Kompromiss von Grundfreiheiten und staatlichen Schutzpflichten.
Im Juli 2016 erhielt Facebook den Negativpreis Verschlossene Auster der Journalistenvereinigung Netzwerk Recherche verliehen. Laudator Thilo Weichert begründete dies mit dem intransparenten Umgang des Unternehmens mit Hasskommentaren. Das Geschäftsmodell von Facebook begründe sich darauf, „dass unkontrolliert Meinungen verbreitet werden. Dabei werden Daten gesammelt und kommerziell verwertet. Transparenz und Kontrolle wären für dieses Geschäftsmodell Gift.“
Als Bundesjustizminister schrieb Heiko Maas 2015 einen offenen Brief an Facebook und kritisierte darin unzureichende Standards, um gegen rassistische und fremdenfeindliche Beiträge vorzugehen.
Im November 2023 betrieben Facebook und Instagram weiter die Accounts der zuvor in Deutschland verbotenen antisemitischen und antiisraelischen Organisation Samidoun. Dies war zuvor von Bundesinnenministerin Nancy Faeser untersagt worden.

### Verbreitung von Falschmeldungen
Die Entstehung, Verbreitung und Widerlegung von Falschmeldungen, sogenannten fake news, durch Facebook war schon früh ein Phänomen, an dessen Lösung gearbeitet wurde. Im Januar 2015 wurde die Funktion eingeführt, Nachrichtenmeldungen als „falsch“ zu melden, was die algorithmische Bewertung einer Meldung negativ beeinflusste. Bereits damals wurde kritisiert, dass die Kennzeichnung einer Meldung als „falsch“ bei Satire, Weltanschauung und politischen Ansichten strapaziert werde.
Im Rahmen des US-Präsidentschaftswahlkampfes 2016 gerieten fake news in sozialen Netzwerken in den Fokus. Die Meldung, dass Papst Franziskus seine Unterstützung für Donald Trump erklärt habe, war falsch. Kurz nach dem Sieg Trumps wurde eine Meldung verbreitet, dass der amtierende US-Präsident Barack Obama der demokratischen Kandidatin und Verliererin der Wahl Hillary Clinton eine Begnadigung hinsichtlich ihres Gebrauchs privater E-Mail-Server als US-Außenministerin ausgesprochen habe. Trump wurde fälschlicherweise ein Zitat zugeschrieben, in dem er 1998 herablassend über republikanische Wähler spricht.
Eine Analyse des Pew Research Center kam zu dem Schluss, dass 64 % der Amerikaner Facebook als Nachrichtenkanal nutzen. BuzzFeed ermittelte den Wahrheitsgehalt von Meldungen dreier rechtslastiger und dreier linkslastiger Websites und kam zu dem Schluss, dass 38 % der rechtslastigen und 19 % der linkslastigen Meldungen falsche oder irreführende Informationen enthielten. Darüber hinaus kam eine Umfrage des Portals YouGov zu dem Schluss, dass sich 72 % der Befragten wünschten, Facebook möge engagierter gegen Falschmeldungen vorgehen.
Unmittelbar nach der Wahl stritten Facebook und der Gründer Mark Zuckerberg den wahlbeeinflussenden Effekt ab. Zuckerberg nannte am 10. November 2016 den Effekt eine „verrückte Idee“, verteidigte den horizonterweiternden Aspekt des Netzwerks und schob das Auftreten von Echokammern und Filterblasen auf das „menschliche Streben nach Bestätigung.“ Im September 2017 äußerte Zuckerberg, er bedauere die Äußerung vom November 2016. Bereits eine Woche nach der US-Wahl gab das Netzwerk auf Druck von Werbungsunternehmen zu, dass die Metriken, die die Interaktion mit Inhalten und Seiten messen, verzerrt waren. So wurde die Anzahl der Benutzer einer Seite pro Monat um 55 % überschätzt. Zuckerberg selber äußerte einen Monat nach der Wahl, dass „99 Prozent“ der Inhalte des Netzwerks authentisch seien. Im November berichtete das Technologieblog Gizmodo, dass Facebook eine geheime task force zum eindämmenden und kontrollierten Umgang mit Falschmeldungen zusammengestellt habe. Eine Verbesserung des Algorithmus des news feed-Moduls, die den Wahrheitsgehalt von Meldungen kontrollierte, blockierte übermäßig Meldungen von rechtskonservativen Websites und wurde daher verworfen.
Die US-amerikanische Journalistin Olivia Solon, die den Effekt von Falschmeldungen in Facebook für den Guardian untersuchte, schrieb nach der Wahl in einem Kommentar: „Im Moment ist der Wahrheitsgehalt eines Inhalts weniger bedeutend als die Frage, ob es geteilt, geliked und geldlich verwertet wird. Diese Einfluss-Metrik verzerrt die Medienlandschaft und erlaubt die Verbreitung von Ködern, Übertreibungen und Missinformation.“
Kritiker des Netzwerks glauben nicht daran, dass Facebook effektive Maßnahmen treffen wird, um die Verbreitung von Falschmeldungen zu unterbinden. Fil Menczer, Professor für Informatik und Computerwissenschaften an der Indiana University, sieht dafür keinen Anreiz für Facebook: Wenn die Algorithmen dahingehend geändert werden, dass mit Falschmeldungen weniger interagiert wird, bedeutet das auch weniger Interaktion mit den Verbreitern der Falschmeldung. Das soziale Netzwerk büßt somit an Attraktivität ein. Dies sei nicht im Interesse Facebooks, so Menczer. Andere Kritiker beklagen, dass Facebook nur Inhalte mit Nacktheit, Gewalt und Belästigung zensiert. Falschmeldungen würden mit keiner dieser Kategorien etwas zu tun haben.
Die US-amerikanische Initiative The Trust Project hat Indikatoren erarbeitet, die die Vertrauenswürdigkeit von Nachrichtenagenturen misst. Dazu zählen Überprüfung des Wahrheitsgehalts, eine Ethikrichtlinie, eine Richtlinie zu Antidiskriminierung und eine Offenlegung der Eigentümerstruktur sowie der Einkommensquellen. Facebook könnte, so das Trust Project, seinen Algorithmus an diesen Indikatoren orientieren.
Auch in Deutschland geriet das Thema Falschmeldungen und fake news im Nachspiel der US-Wahlen in den Fokus der Politik und der Zivilgesellschaft: Die grüne Bundestagsabgeordnete Renate Künast erhob im Dezember 2016 Strafanzeige gegen die Betreiber der Facebook-Seite „Widerstand deutscher Patrioten“. Auf der Seite wurde Künast nach der Festnahme eines Flüchtlings wegen Verdachts des Mordes an Maria Ladenburger in Freiburg falsch zitiert. Das Zitat wurde darauf fälschlicherweise als aus der Süddeutschen Zeitung entnommen angegeben. Erst drei Tage nachdem Künast die Falschmeldung gegenüber Facebook beanstandet hatte, wurde der Beitrag gelöscht und Facebook entschuldigte sich in einem Schreiben bei der Bundestagsabgeordneten.
Rohingya-Flüchtende forderten 2021 von Facebook 150 Milliarden Dollar Schadenersatz. Eine entsprechende Klage sei am 6. Dezember 2021 bei einem Gericht im US-Bundesstaat Kalifornien eingereicht worden. Darin heiße es, die Algorithmen des US-Unternehmens förderten Desinformation und extremistisches Gedankengut, das zu Gewalt in der realen Welt führe. Dies habe die Leben Hunderttausender Rohingya zerstört (siehe auch Völkermord an den Rohingya).

### Nichtinformierendes, nichtaufklärendes Medium
Facebook hat, zumindest im politischen Bereich, eine dem Informiertsein entgegenlaufende Wirkung: In zwei Studien aus den USA mit insgesamt über 2.000 Teilnehmern wurde im Rahmen von zwei US-Präsidentschaftswahlen der Einfluss von sozialen Medien auf das Allgemeinwissen zu politischen Themen untersucht. Die Ergebnisse zeigten, dass die Häufigkeit der Facebook-Nutzung moderat negativ mit politischem Allgemeinwissen verbunden war. Dies galt auch bei Berücksichtigung demographischer, politisch-ideologischer Variablen und vorherigen politischen Wissens. Zu Letzterem ist eine Kausalbeziehung naheliegend: Je höher der Facebook-Konsum, desto mehr nimmt in der Folge das politische Allgemeinwissen ab.

### Gewichtung von Nachrichten
Im Mai 2016 wurden Vorwürfe erhoben, dass Facebook Nachrichten und Meldungen von politisch konservativen Organisationen in den USA unterdrücke und diese nicht in der „trending“-Newsbar auftauchen. Diese Vermutung wurde von einem ehemaligen Facebook-Mitarbeiter in einem Artikel für das Technologie-Blog Gizmodo geäußert. Seit den Ausschreitungen in Ferguson (Missouri) im August 2014 werde für die Newsbar kein rein algorithmischer Ansatz verwendet, sondern durch eine Gruppe von „Kuratoren“ verwaltet. Kurz nach Erscheinen des Gizmondo-Artikels wurden interne Dokumente der Presse zugespielt, die Richtlinien für die Handhabe der Newsbar aufführen. Darin wird beschrieben, wie Themen in die Newsbar „injiziert“ oder auf eine schwarze Liste gesetzt werden können. Zu den Dokumenten zählt auch eine Liste von 10 bevorzugten Nachrichtenquellen und weiteren 1000 vertrauenswürdigen Nachrichtenquellen.
Sie führte zu vielen Reaktionen von Konservativen. Der US-Senator und damalige Vorsitzende des commerce committee John Thune sandte einen deutlichen Brief an Mark Zuckerberg mit der Aufforderung um Klärung. Facebook stritt die Vorwürfe ab. Mark Zuckerberg lud in einer Mitteilung führende Konservative und weitere Politiker zu einem Gespräch über die Vorwürfe ein.
Als Reaktion auf die Vorwürfe kündigte Facebook an, „interne Abläufe“ zu verändern, zum Beispiel durch bessere Kontrollen. Außerdem sollen die Richtlinien der Trending Topics transparenter gemacht werden. Ende August 2016 kündigte Facebook allen „Kuratoren“ des „trending“-Moduls. Binnen 24 Stunden nach der Entscheidung wurde die Falschmeldung, die Fernsehmoderatorin Megyn Kelly sei nach Bekanntwerden ihrer Unterstützung der demokratischen Präsidentschaftskandidatin Hillary Clinton gefeuert worden, als Trend erkannt und verbreitet. Die Quelle der Meldung gehörte nicht zu der Liste der 1000 vertrauenswürdigen Nachrichtenquellen.
Facebook bat im Jahr 2018, im Kampf gegen Fakenews, seine Nutzer, zu entscheiden, welcher Nachrichtenquelle sie vertrauen und welcher nicht. Dazu sollen Tests starten: Nachrichtenmeldungen, die von Nutzern als vertrauenswürdig eingestuft werden, sollen im Newsfeed künftig eine höhere Priorität erhalten. Weniger gut bewertete Nachrichtenquellen sollen dagegen seltener auftauchen.
Kritiker befürchten, Facebook könne durch seine Monopolstellung und starke Funktion als Filterblase Nachrichten zensieren. Auch seien die Algorithmen, nach denen Informationen ausgewählt und verbreitet würden, nicht nachvollziehbar.

### Nachrichtensperre gegen Australien
Am 17. Februar 2021 hat Facebook eine Sperre gegen australische Nachrichten verhängt. Australische Nutzer können weder Nachrichten lesen noch auf der Plattform veröffentlichen. Nutzer aus anderen Ländern bekommen keine Nachrichten mehr von australischen Herausgebern. Diese Maßnahme war eine Reaktion auf ein geplantes Gesetz, dass riesige Internetkonzerne in Zukunft örtliche Medienunternehmen bezahlen sollen, wenn sie deren Inhalte verbreiten.

### Facebook-Blase
Das Problem der Filterblasen (in diesem Kontext auch als „Facebook-Blasen“ bezeichnet) wurde 2011 von Eli Pariser in seinem Buch thematisiert. Der Autor stellte fest, dass ihm immer weniger Beiträge von politisch anders denkenden Freunden gezeigt werden, wofür er den Algorithmus verantwortlich macht, der die Inhalte verwaltet, die den Nutzern präsentiert werden.
Eine Studie aus Dänemark stellte fest, dass der Algorithmus weiters auch von der Menge der Seiten, die einem Nutzer gefallen, der Anzahl der Gruppen, bei denen der Nutzer Mitglied ist, und der Anzahl der Freunde beeinflusst wird, in welcher Facebook-Blase diverse Nutzer platziert werden.
Facebook wurde wiederholt kritisiert, gesellschaftliche Extreme zu fördern. Es wird von bösen Blasen und Echokammern (und Echobunkern) gesprochen, die zu Radikalisierungen führen. Eines der prominentesten Beispiele des Einflusses der Facebook-Blase sei die US-Präsidenten-Wahl 2016. Es wurde kritisiert, dass der Facebook-Algorithmus zu sehr einschränke und über Inhalte entscheide, die Nutzer sehen.

### Löschung von Nacktheit
Darüber hinaus steht Facebook für die überzogene Löschung von Bildern und Videos wegen unerlaubter Darstellung von Nacktheit in der Kritik. So wurde auch ein historisches Kriegsfoto eines nackten Mädchens, das während des Vietnamkriegs vor einem Napalm-Angriff flieht, Beiträge zur Gesundheitsaufklärung über Mammographie sowie Bilder der Venus von Willendorf aufgrund dieser Richtlinie gelöscht. In einigen Fällen wurde die Löschung später zurückgenommen.
Beispiele (Auswahl)
- Im Mai 2016 bewarb die australische, feministische Gruppierung „Cherchez la femme“ eine Veranstaltung mit dem Titel „Cherchez la femme: Feminism and fat“ (deutsch: Suchen Sie die Frau: Feminismus und Fett) mit einem Bild des Übergrößen-Models Tess Holliday im Bikini. Das Bild wurde kurz darauf von Facebook zensiert, da es nicht den Gesundheits- und Fitness-Richtlinien entspreche. Nach erstem Einspruch der Gruppe verteidigte Facebook zunächst die Entscheidung. Erst später wurde die Entscheidung als Fehler bezeichnet und zurückgenommen.[121]
- Im September 2016 löschte Facebook einen Beitrag der norwegischen Zeitung Aftenposten, in welchem das Bild The Terror of War abgebildet war, wegen unerlaubter Darstellung von Nacktheit. Bei dem Bild handelt es sich um ein historisches Kriegsfoto eines nackten Mädchens, das während des Vietnamkriegs vor einem Napalm-Angriff flieht. Die in den Medien sehr kritisch aufgenommene Löschung führte zu dem Vorwurf, Facebook wolle stur seine weltweit geltenden Regeln durchsetzen.[122] Aufgrund der öffentlichen Reaktionen veröffentlichte Facebook eine Pressemitteilung, in der die Bedeutung des Bildes als historisches Dokument anerkannt wird. Gleichzeitig wurde die Löschung des Bildes zurückgenommen.[123][124] Im Oktober 2016 unterschrieben die beiden Vizepräsidenten des Unternehmens, Joel Kaplan und Justin Osofsky, eine Erklärung, dass Facebook in Zukunft mehr auf das öffentliche Interesse und die „Berichtwürdigkeit“ achten werde.[125]
- Im Oktober 2016 bewarb die französische Tageszeitung Le Monde einen Artikel über Mammographie. Das Beitragsbild zeigte eine Frau, deren rechte Brust und Brustwarze sichtbar war, während ihre linke Brust untersucht wird. Facebook zensierte den Artikel. Als die Zeitung den Beitrag mit dem Beitragsbild eines nackten männlichen Oberkörpers mit sichtbaren Brustwarzen erneut bewarb, wurde der Beitrag nicht zensiert.[126] Kurz darauf veröffentlichte die schwedische Krebsgesellschaft ein Aufklärungsvideo, in dem Techniken zur manuellen Tastuntersuchung an Brüsten demonstriert werden, die als Kreise vereinfacht dargestellt wurden. Das Video wurde zensiert und die Mahnung ausgesprochen, es dürften keine sexuellen Dienstleistungen beworben werden. Daraufhin veröffentlichte die Krebsgesellschaft eine Version des Videos, in dem die Brüste als Quadrate vereinfacht dargestellt wurden. Die veränderte Version wurde nicht erneut zensiert.[127]
- Ende 2017 stufte Facebook Fotos der 30.000 Jahre alten Venus von Willendorf, die eine Nutzerin geteilt hatte, als Pornografie ein und zensierte sie.[128] Später entschuldigte sich das Unternehmen und teilte mit, dass es für Statuen eine Ausnahme gäbe.[129]

### Enthüllungen 2021
Im Herbst 2021 enthüllte die Whistleblowerin Frances Haugen Praktiken von Facebook zu den angezeigten Inhalten gegenüber der US-Börsenaufsichtsbehörde und dem US-Kongress.
Im Zentrum der Enthüllungen steht die Aussage, bei Facebook sei zwar bekannt, wie problematisch das Handeln des Konzerns bezüglich schädlicher Inhalte gegenüber der Gesellschaft teilweise sei, tue aber – aus Profitinteresse – zu wenig, um die Situation zu ändern.
2025 erschien das Buch "Careless People: A Cautionary Tale of Power, Greed, and Lost Idealism" von Sarah Wynn-Williams.

## Kritik aninternet.org/Free Basics
2010 begann Facebook unter dem Arbeitstitel Apollo ein Wachstums- und Partnerschaftsprogramm mit Mobilfunkanbietern auf den Philippinen, in Lateinamerika, Afrika und Indien. Ziel war es, Datenverkehr von und über Facebook mittels Zero-Rating kostenlos zu machen.
Auf den Philippinen kooperierte Facebook ab 2012 mit dem Anbieter Globe, der seinen Nutzern kostenlosen Zugang zu Facebook gewährte. Nach 15 Monaten, im Februar 2014, war Globe vom zweitgrößten zum größten Mobilfunkanbieter der Philippinen angewachsen.
Im Februar 2014 stellte Mark Zuckerberg die Plattform internet.org auf einer Konferenz in Brasilien vor. Über die Plattform können 36 Seiten neben Facebook aufgerufen werden. Zu den Seiten zählen eine Wetter-App und die Suchmaschine Bing. Außer Facebook zählt kein soziales Netzwerk dazu. Die Entscheidung, welche Seiten über internet.org aufgerufen werden können, liegt allein bei der Firma internet.org, einer hundertprozentigen Tochter von Facebook.
In Sambia war der Dienst internet.org ab Juli 2014 weltweit zum ersten Mal abrufbar.
Seit Oktober 2015 werden die Dienste von internet.org auch Free Basics genannt und unter diesem Namen durch Facebook beworben.

### Indien
Facebook hatte zum Stand 2014 100 Mio. Benutzer in Indien und sah noch großes Wachstumspotential: Laut internen Analysen sollten bis 2020 30 Prozent der neuen Benutzer aus Indien stammen. Das indische Jobportal babajob.com sollte zu den abrufbaren Diensten von internet.org hinzugefügt werden. Im Februar 2015 gab Facebook die Zusammenarbeit mit dem Mobilfunkanbieter Reliance Mobile bekannt, der damals der viertgrößte Anbieter in Indien war. Zeitgleich wurde durch die Telecom Regulatory Authority of India (TRAI) ein Beschluss über Netzneutralität angestrebt. Aus der Sicht vieler Interessensverbände stellte die Exklusivität der Dienste von internet.org, insbesondere die Aufnahme von babajob.com, einen Bruch der Netzneutralität dar. Ein Zusammenschluss der Gegner von internet.org erreichte im April nationale Aufmerksamkeit und konnte die Entscheidung der Regulierungsbehörde auf Dezember 2015 verschieben. Facebook investierte von März bis Dezember 2015 2,9 Mrd. indische Rupien (38,1 Mio. Euro). Chris Daniels, Vizepräsident von internet.org, bewarb die Idee bei sechs Besuchen in Indien. Jeder indische Nutzer von Facebook erhielt nach Anmeldung eine Nachricht über die Konsequenzen der Entscheidung für internet.org bzw. Free Basics. Am 28. Dezember, zwei Tage vor Ablauf der Frist für Stellungnahmen der Bevölkerung zum Beschluss, erschien ein Editorial von Mark Zuckerberg in der englischsprachigen Tageszeitung Times of India. Am 8. Februar 2016 beschloss die TRAI, dass Dienste wie Free Basics gegen die Netzneutralität verstoßen und somit verboten sind.

### Ägypten
In Ägypten startete internet.org im Oktober 2015. Neben Facebook waren die Dienste von Wikipedia, der BBC und eines Astrologie-Dienstes kostenlos verfügbar. Laut Facebook nutzten drei Millionen Menschen in Ägypten das Angebot. Zum Ende des Jahres verlängerte das ägyptische Telekommunikationsministerium die Genehmigung des Portals nicht. Es wurden keine Gründe für die Entscheidung angegeben.

## Löschung von Benutzern mit ungewöhnlichen Namen
Der Nutzer wird ausdrücklich darauf aufmerksam gemacht, sich mit seinem echten Vor- und Nachnamen sowie seinem Geburtsdatum anzumelden: „Facebook-Nutzer geben ihre wahren Namen und Daten an.“ Daher sperrte Facebook bereits mehrmals in automatisierter Form ohne Vorwarnung Profile mit ungewöhnlichen Namen, hinter denen Fälschungen vermutet wurden, obwohl es sich um Profile real existierender Personen gehandelt hatte.

## Facebook-Partys
Über Facebook gibt es die Möglichkeit, zu Veranstaltungen einzuladen. Dabei hat ein Benutzer zwei Wege: Er kann eine Veranstaltung öffentlich ausschreiben oder privat zu dieser einladen. Die Option „öffentlich“ muss durch Löschen eines Häkchens deaktiviert werden (Opt-out). Durch Fehlbedienung kommt es immer wieder zu Versehen, bei denen als privat geplante Einladungen unbeabsichtigt Massenzulauf auslösen, indem sehr viele Benutzer ungefragt am angegebenen Ort erscheinen. Diese gehen seit 2011 als sogenannte „Facebook-Partys“ immer wieder durch die Medien, obwohl sie weder von Facebook veranstaltet werden noch Facebook als Thema haben.
Facebook hatte lange Zeit auf die Probleme nicht reagiert. Nicht zuletzt durch den verstärkten öffentlichen und politischen Druck sowie durch das Erscheinen des Konkurrenten Google+ im Sommer 2011 (bei dem der Nutzer die Einstellungen relativ genau steuern konnte) hat Facebook erstmals Verständnis für die Ordnungsbehörden geäußert: In einem Gespräch mit dem Bundesminister des Innern am 8. September 2011 hat Ricard Allen (Director European Policy Facebook) angeboten, einen Leitfaden zu erarbeiten, der den Behörden schnell erreichbare Ansprechpartner bei Facebook sowie Maßnahmen nennen soll.

## Steuerflucht
Facebook vermeidet mit legaler Steuerplanung wie dem Prinzip Double Irish With a Dutch Sandwich Steuerzahlungen in Milliardenhöhe. Diese Praktik wird zunehmend kritisiert.
Im August 2020 einigten sich Frankreich und Facebook im Zuge eines jahrelangen Steuerstreites auf eine Steuernachzahlung für die Jahre 2009 bis 2018 von mehr als 100 Millionen Euro. Ein Jahr zuvor hatte Frankreich ein Gesetz zur Besteuerung von Internetkonzernen erlassen. Nach Berechnungen des französischen Magazins „Capital“ müsste Facebook allerdings fast 150 Millionen Euro Steuern nachzahlen – würde das Unternehmen den gesamten in Frankreich erzielten Umsatz von durch „Capital“ geschätzten 1,3 Milliarden Euro auch dort deklarieren.

## Unterstützung von Klimawandelleugnern
Facebook war bei einer Fundraising-Veranstaltung im Juni 2013 einer der Hauptsponsoren des Competitive Enterprise Institute – eines US-amerikanischen Think-Tanks, der die menschengemachte Erderwärmung bestreitet. Facebook war zudem bis 2014 Mitglied des American Legislative Exchange Council, der sich unter anderem gegen den Ausbau erneuerbarer Energien ausspricht und hierbei auf das den menschengemachten Klimawandel leugnende Heartland-Institut verweist.
Facebook gehörte zu den Sponsoren einer im Januar 2019 stattfindenden Konferenz, die auch von Klimawandelleugner-Organisationen (CO2 Coalition, The Heartland Institute) gefördert wurde, welche dort auch Werbematerial verteilten und Vorträge hielten. Auch eines der sechs von Facebook beauftragten Faktencheck-Unternehmen, Check Your Fact, hat Verbindungen zu der US-amerikanischen Nachrichten- und Meinungs-Website The Daily Caller, welche immer wieder den wissenschaftlichen Forschungsstand zum Klimawandel bestreitet.

## Bezahlte PR-Aktionen gegen Kritiker
Das PR-Unternehmen Definers war damit beauftragt worden, Journalisten, die sich kritisch zu Facebook äußern, darauf hinzuweisen, dass Konkurrenzunternehmen vielleicht ähnlich arbeiten. Speziell wurde darauf hingewiesen, dass die Organisation Freedom from Facebook angeblich von George Soros finanziert werde. Facebook-Chef Mark Zuckerberg sagte, er habe nichts davon gewusst und dass wohl jemand aus dem Kommunikationsteam das Unternehmen angeheuert habe.

## Einflussnahme (EU)
In Europa liegt Facebook 2020 mit Ausgaben für Lobbying von 5,5 Millionen Euro an der Spitze der Tech-Unternehmen.

## Unbeabsichtigte Käufe durch Minderjährige in Online-Spielen
Facebook wird vorgeworfen, es im Zeitraum von 2010 bis 2014 Minderjährigen ermöglicht zu haben, In-Game-Käufe zu tätigen, ohne dass Kreditkartendaten abgefragt wurden. Betroffen waren vor allem die Spiele Angry Birds, PetVille, Happy Aquarium und Ninja Saga. Programmierer wurden angehalten, diese Praxis des friendly fraud zur Gewinnmaximierung zu nutzen.